# Hospice du Mont-Cenis
L'hospice du Mont-Cenis est un établissement religieux situé au col du Mont-Cenis, aujourd'hui englouti sous les eaux du lac du Mont-Cenis depuis la construction du barrage en 1970. Il est construit le 14 février 825 par Lothaire Ier, près des rives du lac du Mont-Cenis. Avec la construction du barrage hydroélectrique en 1970, le niveau du lac a considérablement augmenté, faisant disparaître l'édifice sous les eaux.

## Premier hospice du col Margons

### Fondation
L'importance du massif du Mont-Cenis dans les échanges transalpins, et plus généralement européens, est connu depuis l'époque romaine. En effet, l'Empire romain fait construire une voie de communication pour relier le val de Suse à la vallée de la Maurienne par le col du Petit Mont-Cenis. Un premier hospice est fondé par les évêques de Maurienne au VIe siècle ou au VIIIe siècle et porte alors le nom d'Ospedaletto di Renversa. 
En 739, dans son testament, Patrice Abbon, riche propriétaire du Sud-Est de la France, donne entre autres à l’Abbaye Saint-Pierre de Novalaise des alpages sur le Mont-Cenis. Il les avait obtenus par échange avec l’archevêché de Lyon, qui lui-même les tenait probablement des rois mérovingiens. C’est la première fois que l’on trouve le nom du Mont-Cenis dans un document écrit,.
Une cinquantaine d’années plus tard, face à la croissante augmentation du trafic sur le col, Louis le Pieux fait le vœu de fonder une maison hospitalière pour porter secours aux pèlerins. Il laisse à son fils Lothaire Ier l’ordre de le construire et le soin de le doter,,. C'est ainsi que le 14 février 825, Lothaire Ier fonde un hôpital « en l’honneur de la Bienheureuse Marie toujours Vierge, pour l’hébergement des pèlerins ». L'historien contemporain Jean Bellet en précise l'emplacement : « Cette fondation est faite sur les propriétés du monastère de Novalaise, à l’extrémité de la montée, en venant d’Italie, juste avant d’arriver au lac, vers le col Margons ». Il décrit l'établissement comme « tout petit et simple, sans enceinte ni caserne évidemment, ni même chapelle incorporée ». L'abbaye abandonne ses droits sur le Mont-Cenis et n'a aucune juridiction sur l'hospice. En compensation, Lothaire Ier lui offre le riche monastère Saint-Pierre-de-Pagno, dans le Haut-Piémont, près de Saluces,.

### Gestion du lieu
À la fin du VIIIe siècle, Charlemagne fait établir une charte de dotation à l'encontre des moines bénédictins de l'abbaye de Novalaise, stipulant que tout le vallon leur appartenait, « jusqu'à l'hospice du col Margons et au Grand Lac. »
Pendant le IXe siècle, l’hospice abrite de nombreux passagers en difficulté, ainsi que des pèlerins. C’est par ce même chemin que passera Charles II le Chauve en octobre 877, malade, avant de mourir dans le village d’Avrieux de l’autre côté du col.
Dans les années 920-930, les invasions sarrasines se multiplient en Europe. L’Abbaye de la Novalaise est brûlée et les moines abandonnent les biens qu’ils possèdent dans le Val de Suse, dont l’hospice du Mont-Cenis. Il faut attendre 1093 et la fin des invasions, pour que l’Abbé de Breme envoie quelques moines reconstruire ces biens. L’Abbaye de Novalaise n’est pas rénovée mais un petit prieuré dépendant de l’Abbaye de Breme est créé. L’hospice est à nouveau occupé.
Le 21 mai 1197, le comte Thomas de Savoie détache l'hospice du Mont-Cenis de l'abbaye de la Novalaise et le rend indépendant. Dès lors, le monastère n'est plus desservi par les Bénédictins, mais il forme une collégiale de chanoines réguliers de saint Augustin.

### Conflit monastique
En 1204, le prénommé Pierre, doyen d'Aiton, est désigné prévôt et fonde un hospice annexe en vallée de Novalaise qui prend le nom de Sainte-Marie du Pied du Mont-Cenis. Les tensions grandissent alors entre les moines augustins de l'hospice du Mont-Cenis et les bénédictins de l'abbaye de la Novalaise. Les premiers s'estiment indépendants quand les seconds affirment que l'hospice est propriété de l'abbaye. 
En effet, lorsque les moines de Novalaise ont quitté l'hospice en 825, ils n'étaient chargés que de sa gestion et n'en étaient pas propriétaires, Lothaire Ier leur ayant cédé à la place le monastère de Pagno. Les moines augustins avaient alors repris possession du lieu abandonné. Les bénédictins soulignent toutefois que celui-ci est situé sur les terres cédées par Charlemagne dans sa charte de dotation et qu'il leur revient de droit. De nombreux souverains savoyards et italiens, ainsi que les autorités ecclésiastiques sont sollicités pour tenter de résoudre le problème.
En 1277, l'affaire remonte jusqu'au pape Grégoire IX qui, dans une bulle pontificale, énumère les possessions et dépendances de l’hospice, confirmant la libre gestion de l'établissement par les augustins. Il menace de sanctions sévères quiconque religieux ou laïc oserait attenter à nouveau à la liberté des moines du Mont-Cenis,.

## Développement des hospices et chapelles
Parallèlement, en 1230, le chemin du Mont-Cenis est détourné pour des raisons aujourd'hui inconnues vers Lanslebourg. Un nouvel hospice augustin voit le jour sur la rive nord du lac. Il appartient alors au diocèse de Turin et, au gré des fluctuations historiques, finit par former une enclave dans le territoire paroissial de Lanslebourg. En 1680, l'état pontifical s'empare du problème et change la juridiction.
Au XIVe siècle, on retrouve pas moins de trois hospices sur le plateau du Mont-Cenis, ainsi que celui de Sainte-Marie du Pied du Mont-Cenis, située plus bas, dans la vallée de Novalaise. Par ailleurs, de nombreuses chapelles et oratoires sont édifiés jusqu'au XVIe siècle.
Après la Révolution, comme bon nombre d'édifices religieux, l'hospice est vendu comme bien national à quatre habitants de Lanslebourg, qui se voient dans l'obligation de redonner le mobilier à la nation quelques années plus tard. En 1794, l'armée révolutionnaire française est en guerre contre le Piémont et l'hospice est transformé en hôpital. Il est peu à peu rénové au point d'accueillir des diligences au tout début du XIXe siècle,. On cherche alors un nouvel abbé pour reprendre le lieu. Dom Gabet, alors abbé de l'Abbaye Notre-Dame de Tamié, est recommandé auprès du premier consul Napoléon Bonaparte, qu'il rencontre à Lyon à son retour de la Campagne d'Italie. Il lui fait part de ses difficultés à gérer le lieu, faute de revenus. Napoléon lui offre alors plutôt la gestion de l'hospice du Mont-Cenis. 

## NapoléonIeret le Mont-Cenis

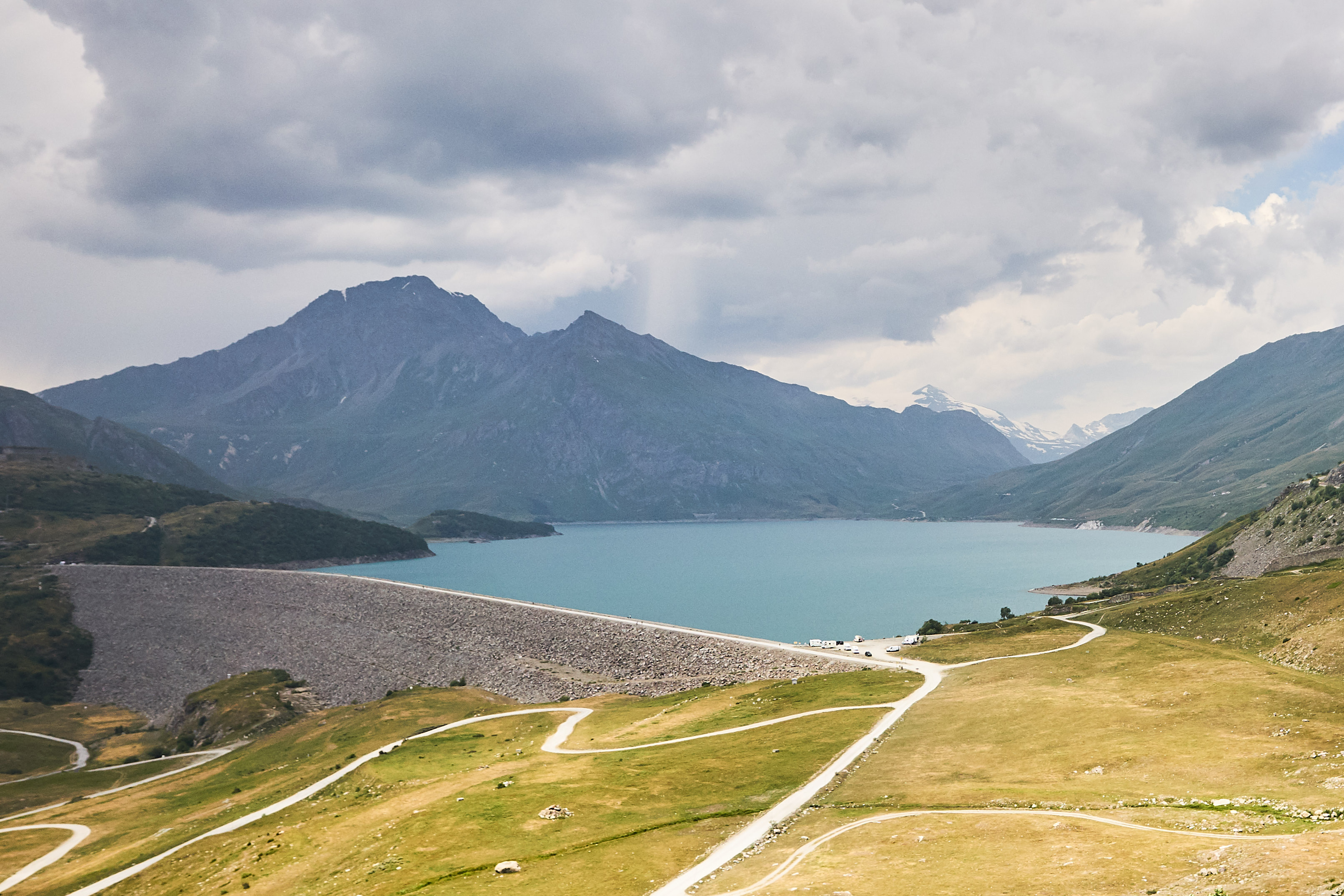
Barrage et lac du Mont-Cenis, de nos jours.

Tout juste élu empereur, Napoléon fait construire une route carrossable à travers le Mont-Cenis, qui ouvre en 1810, ; elle longe l'hospice sur toute sa longueur (il lui est perpendiculaire). Du fait de sa position stratégique, l'empereur fait publier dès le 23 février 1801 un décret visant à le réhabiliter. Une plaque est d'ailleurs apposée sur la façade : « Asile aux voyageurs - Après la paix continentale
Secours à l'humanité. Bonaparte triomphateur
An IX de la République (1801) ». Mais les travaux s'avèrent insuffisants : « […] l'ancien hospice n'était qu'un bâtiment de 55 mètres de large et de 13 mètres, composé d'un rez-de-chaussée seulement, qui comprenait, en venant de Savoie, d'abord l'hôpital, puis la chapelle et enfin le prieuré, avec ses écuries au nord. », souligne la Société d'histoire et d'archéologie de Maurienne.  
Le 19 avril 1805, l'empereur est en route pour Milan et arrive à Lanslebourg quand une tempête de neige se prépare sur les hauteurs de la montagne. Refusant de céder, il laisse une partie de la garnison et choisit de traverser le col du Mont-Cenis. Malgré la ténacité de quatre montagnards dépêchés par le maire pour ouvrir la route, la neige finit par bloquer la route, empêchant les chevaux d'avancer. Les terribles conditions ont raison de Napoléon qui s'évanouit ; il est porté au refuge le plus proche où il reprend quelques forces pour finalement arriver à l'hospice. Il se repose deux jours et retrouve Dom Gabet avec qui il noue de solides liens d'amitié. Il passe un agréable séjour, ponctué de conversations passionnées avec les moines et le personnel. Le jour de son départ, il souhaite récompenser l'hospice pour son accueil et leur promet d'agrandir le lieu.  
Ainsi, par deux décrets publiés les 1er mai 1805 et 27 décembre 1807, Napoléon le réaménage totalement. Une caserne militaire est construite, pouvant abriter deux casernes de gendarmeries et 1200 personnes, le tout entouré d'un haut mur d'enceinte et d'une double rangée de meurtrières. Une chapelle, terminée en 1808, est élevée en son centre, avec le double objectif de servir à la vie monastique et de devenir église paroissiale des habitants du Mont-Cenis. On dispose également une écurie de 250 chevaux à l'arrière du bâtiment. Les travaux terminés, la superficie du lieu est considérablement agrandie et atteint 253,60 mètres de long pour 56,60 de large. Il perd petit à petit sa fonction hospitalière, au point de fermer ses portes la nuit, laissant les voyageurs parcourir 3 kilomètres supplémentaires pour rejoindre les premières auberges,,,. 

## Séjours du pape Pie VII
Le 25 novembre 1804, le pape Pie VII, en route d'Italie pour sacrer Napoléon à Paris, s'arrête à l'hospice et, ravi de l'accueil qui lui est fait, promet à l'abbé Dom Gabet de s'y arrêter plus longuement à son retour, ce qu'il fait. 
Il repasse du 13 au 15 juillet 1812 en plus fâcheuse posture : conduit par le général Étienne Radet, il est alors prisonnier de Napoléon pour avoir fustigé sa politique expansionniste en Italie. Il est emmené de Rome jusqu'à Paris. Il souffre alors d'une forte fièvre due à une infection urinaire et qui l'oblige à passer trois jours à l'hospice pour y recevoir des soins. Son entourage le croit mourant et il reçoit même l'extrême onction. Un docteur de Lanslebourg est dépêché, Balthazar Claraz, qui parvient finalement à soigner le pape,,. N'oubliant pas son séjour, Pie VII élève Dom Gabet au rang de cardinal, par bulle pontificale. Malheureusement, la dépêche arrive tardivement et l'abbé décède le 21 novembre 1813 sans le savoir. La bulle est aujourd'hui perdue.

## Hospice français, hospice italien
À la chute de Napoléon, l'hospice passe sous gouvernance italienne et par décret du 30 avril 1816, Victor-Emmanuel II confisque les biens et suspend les subventions allouées jusque là par Napoléon : l'abbé et les moines déménagent à l'abbaye de la Novalaise, quatre restent tout de même sur place. Le 10 janvier 1837, le pape Grégoire XVI cède l'hospice à l'évêque de Maurienne. L'établissement se délabre peu à peu, faute de revenus et les voyageurs sont renvoyés vers les auberges environnantes,. 
En  1860, la Savoie est annexée à l'Empire français par le traité de Turin : l'hospice italien devient alors français. 
De 1868 à 1870, le chemin de fer du Mont-Cenis circule, reliant Saint-Michel-de-Maurienne à Suse. Il fait halte à l'hospice.
« L'église est au centre. Elle sépare les deux ailes du bâtiment où les religieux recevaient, d'un côté, les troupes militaires, de l'autre, les officiers, les personnes de distinctions et les princes. On y conserve avec soin la chambre où logeait Pie VII, et celle de l'empereur. »
Lors de la Seconde Guerre mondiale, lorsque la France déclare l’armistice du 24 juin 1940, l'Italie revendique et administre une zone d'occupation à travers les Alpes ; l'hospice est à nouveau italien et occupé par l'armée italienne.
La frontière franco-italienne est une dernière fois modifiée en 1947 lors du traité de Paris. Les carabiniers doivent quitter le lieu et, sur ordre du gouvernement, détruisent la toiture de la caserne et emportent boiserie, mobilier, ferraille, etc.

## La pyramide du Mont-Cenis

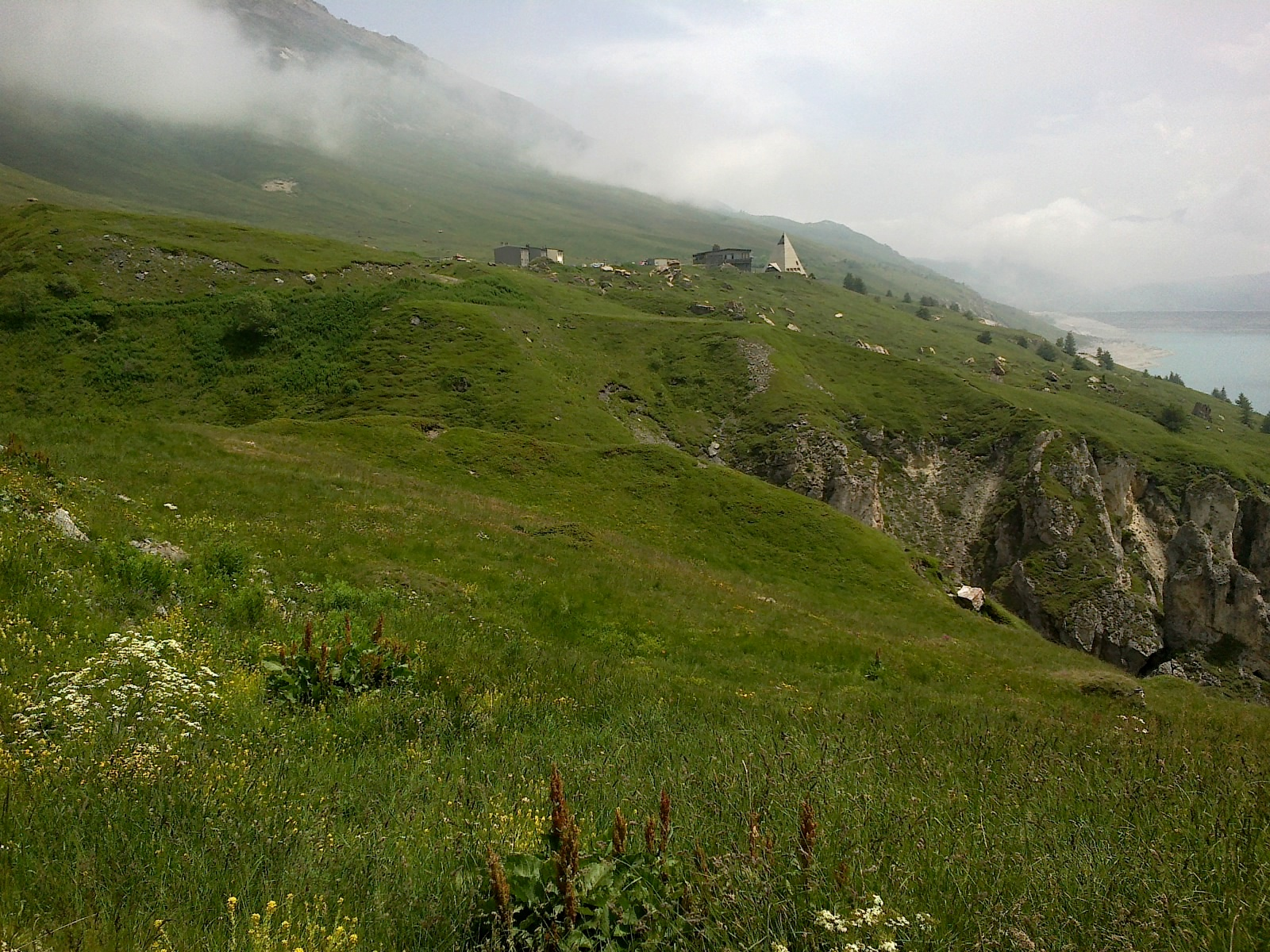
Alpages du Mont-Cenis avec la pyramide en arrière-plan. Au fond, le barrage hydroélectrique.

En  1962, la construction du barrage du Mont-Cenis débute et s'achève en 1970. Le lac naturel devient artificiel et sa capacité est considérablement augmentée, engloutissant l'ensemble des bâtiments : hospice, prieuré, caserne. 
Un nouvel édifice de substitution est prévu dès 1963 et livré en 1967, au bord de la D1006 et au pied du Fort de Ronce. On y trouve un presbytère et une chapelle, Notre-Dame de l'Assomption, ainsi que le musée du Mont-Cenis. Un jardin alpin est ajouté en 1981. Contrairement à l’ancien prieuré, la présence religieuse n'est qu'estivale.  
Son architecture pyramidale, dessinée par Philippe Quinquet et conçue en béton brut, n'est pas anodine. Le 22 mai 1813, alors en pleine bataille de Wurtzen, Napoléon envisage la construction d'un monument au Mont-Cenis en l'honneur des victoires de cette même année. Bien que l'impératrice Marie-Louise d'Autriche, régente en l'absence de l'Empereur, fasse ratifier un décret exécutoire, le monument ne verra pas le jour à cause de la défaite de la campagne d'Allemagne. Parmi les propositions retenues, Gaspard Monge suggérait une pyramide en l'honneur de la campagne d'Egypte,,,.  
Le prieuré et l'église Notre Dame sont labellisés Architecture contemporaine remarquable en 2003,. Le barrage est vidé tous les dix ans pour un examen technique complet. En ces occasions, il est possible d'apercevoir l'ancienne route napoléonienne et l'hospice. 